# La Génération perdue (chanson)
Singles de Johnny Hallyday
Noir c'est noir
(1966) Si j'étais un charpentier
(1966)
Singles de Long Chris
Plan de fugue
(1966) La Petite Fille de l'hiver
(1967)
La Génération perdue est une chanson écrite et interprétée par Johnny Hallyday et Long Chris en 1966. Elle donne son nom à l'album éponyme de Johnny Hallyday compositeur du titre et est également enregistrée par son auteur Long Chris, sur des paroles légèrement différentes.

## Histoire
Jean-Philippe Smet et Christian Blondieau se connaissaient déjà avant que l'un ne devienne une vedette de la chanson au succès fulgurant en 1960 sous le nom de Johnny Hallyday et que l'autre, en 1962, « devenu » Long Chris y débute à son tour. Amis, depuis leur rencontre en 1956 à la patinoire Saint-Didier à Paris, où à la sortie, Christian prête la main à Jean-Philippe dans une bagarre... Ils partagent la même passion pour le rock 'n' roll... se retrouvent au Golf Drouot (avec d'autres copains nommés Claude Moine ou encore Jacques Dutronc)...
En 1966, Johnny Hallyday cherche de nouveaux thèmes pour ses chansons : « Ce que m'écrivent mes paroliers c'est bien, confie-t-il un soir à son ami, mais je veux à présent dans mon répertoire des chansons qui racontent mon histoire, ton histoire, celles de tous les jeunes. Je veux qu'ils se sentent concernés, qu'ils se reconnaissent dans le texte... Mes paroliers ne peuvent pas le faire, parce qu'ils n'ont pas notre âge, ils n'ont pas vécu comme nous [...]. Seul quelqu'un qui a vécu tout ça peut écrire un texte là-dessus [...], je veux quelque chose sur le conflit des générations. »
C'est ainsi que Long Chris, à qui Hallyday confie une musique qu'il vient de composer, se voit promu parolier, avec pour mission - accomplie - de lui proposer un texte pour le lendemain.
La chanson est enregistrée à Londres en août et sort en super 45 tours le 20 septembre.

### La chanson
« Les mains tendues, tu réclames ta liberté / À ton père qui ne peut pas et ne veut pas comprendre [...] / Et dans les froids moments de l'incertitude / Il y a au plus profond de ta solitude / Derrière les murs de l'incompréhension / Un espoir rempli de passion [...] / Ton cœur trop serré a envie d'exploser / À la face d'un monde résigné / Tes yeux aveuglés par l'enfance trompée / S'ouvriront sur la vérité [...] / Ta génération en veut à la terre entière / Le long des routes il ne trouve que la misère / Mais tes doigts sont en or et sur ta guitare / Tu joueras pour sortir du noir...  »
(paroles Long Chris)

### Différences entre la version d'Hallyday et de Chris
Long Chris, accompagné par l'orchestre de Johnny Hallyday Les Blackburds,, a vraisemblablement enregistrée sa propre version de La génération perdue durant les mêmes sessions qu'Hallyday.
Le texte est identique à l'exception de la dernière phrase. Alors qu'Hallyday conclut par : « devant les lumières de la célébrité, tu pourras faire briller le nom que ton père t'as donné », Long Chris termine avec : « devant les lumières de la célébrité, tu pourras faire briller le nom que l'on t'a imposé ».

Selon Daniel Lesueur, cette différence modifie le sens de la chanson, dont (écrit-il), « les paroles annoncent les évènements de Mai 68 » ; la version de Johnny se voulant plus fédératrice entre les générations, « un chant de réconciliation », tandis que celle de Chris est plus intransigeante, « revancharde ».

Selon le journaliste, La génération perdue, « par son côté intemporel », compte parmi les meilleurs titres enregistrés par Johnny Hallyday.

## Discographie
- Johnny Hallyday

20 septembre 1966 :
- 45 tours promo Philips 373877 : Noir c'est noir, La génération perdue
- 45 tours promo Philips 373882 : La Génération perdue, Absolument Hyde Park (instrumental)
- super 45 tours Philips 437260 : Noir c'est noir, Promenade dans la forêt de Brabant (instrumental), La Génération perdue, Absolument Hyde Park[8]

19 octobre 1966 :
- album La Génération perdue[9]

Discographie live :
- 1966 : Olympia 1966 (inédit parut en 2011)
- 1967 :  Olympia 67
- 1993 : Parc des Princes 1993 (incluse dans un medley)
- 1998 : Stade de France 98 Johnny allume le feu
- Long Chris

décembre 1966
- super 45 tours Philips 437.283 BE : La Génération perdue, Le chat reviens, Haschish, Auto-extermination[10]

## Pour compléter

### Chansons communes à Johnny Hallyday et Long Chris
- 1962 : Comme l'été dernier
- 1963 : Pour nos joies et pour nos peines (Long Chris) / 1965 (Johnny Hallyday)
- 1966 : La Génération perdue
- 1967 : La Petite Fille de l'hiver